# Arboledas, Querétaro
Arboledas är en ort i Mexiko.   Den ligger i kommunen Querétaro och delstaten Querétaro Arteaga, i den centrala delen av landet, 200 km nordväst om huvudstaden Mexico City. Arboledas ligger 1 959 meter över havet och antalet invånare är 156.
Terrängen runt Arboledas är varierad. Runt Arboledas är det tätbefolkat, med 947 invånare per kvadratkilometer. Närmaste större samhälle är Santiago de Querétaro, 17,9 km söder om Arboledas. Trakten runt Arboledas består i huvudsak av gräsmarker.